# Rueil-Malmaison
Rueil-Malmaison je město v západní části metropolitní oblasti Paříže ve Francii v departementu Hauts-de-Seine a regionu Île-de-France. Od centra Paříže je vzdálené 12,6 km.

## Geografie
Město sestává z osmi velkých čtvrtí: Plaine-Gare, Martinets, Closeaux, Pince-Vins, Buzenval, Fouilleuse, Plateau, Centre-ville a z 12 obcí, z nichž Rueil-sur-Seine (do roku 2000 zvaná Rueil) má 4 088 obyvatel,
Plaine-Gare (9 231); Belle Rive (5 304); Bords-de-Seine (5 304); Centre-Ville (8 086); Coteaux (8 066); Plateau (6 228); Mont Valérien (6 543); Mazurières (7 538); Buzenval (6 416); Richelieu-Châtaigneraie (5 952);
Jonchère-Malmaison Saint-Cucufa (2339 habitants).
Sousední obce jsou Nanterre, Suresnes, Saint-Cloud, Garches, Vaucresson, la Celle-Saint-Cloud, Bougival, Croissy-sur-Seine a Chatou.

## Vývoj počtu obyvatel
Počet obyvatel

## Památky

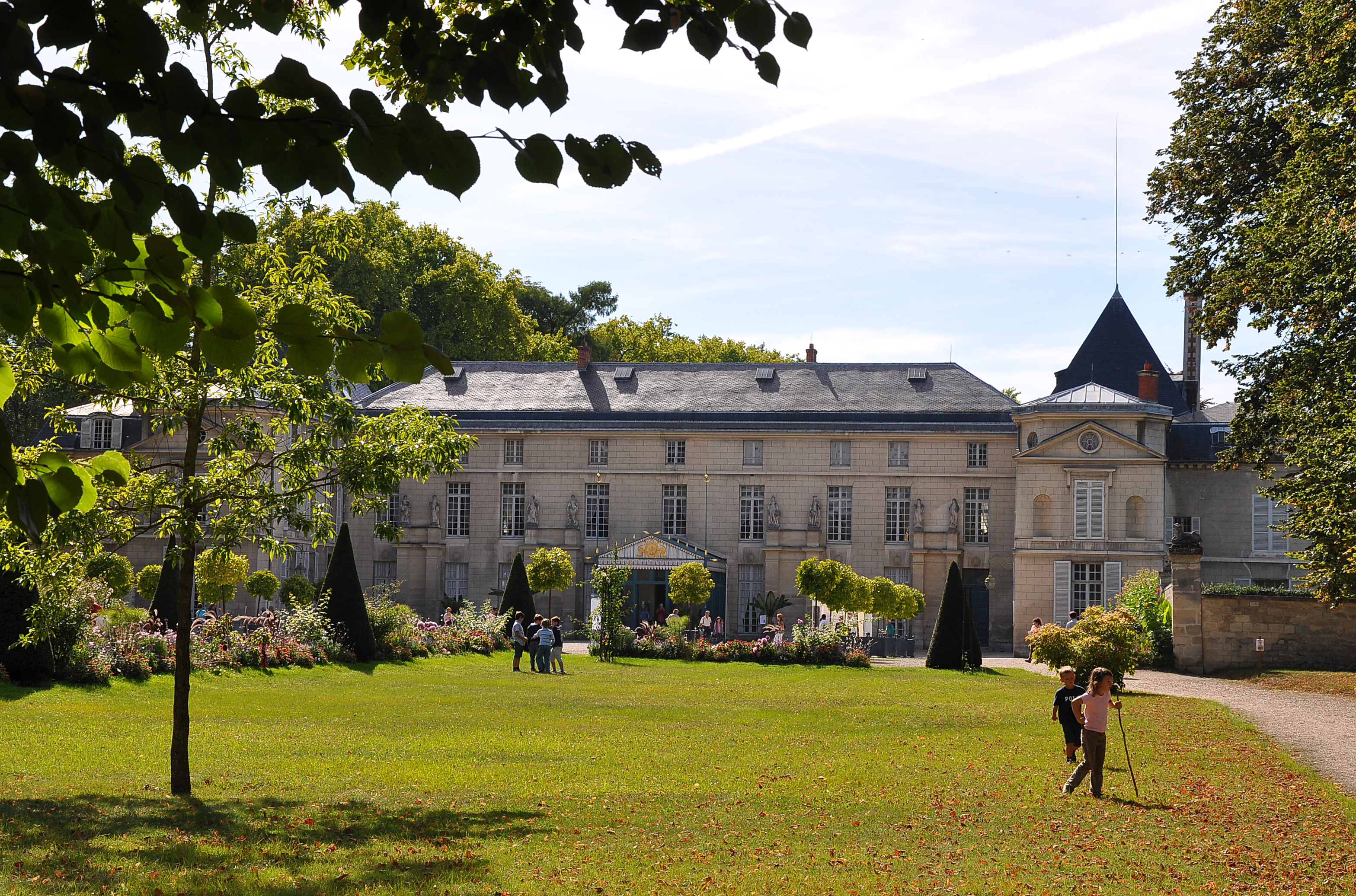
Zámek Malmaison

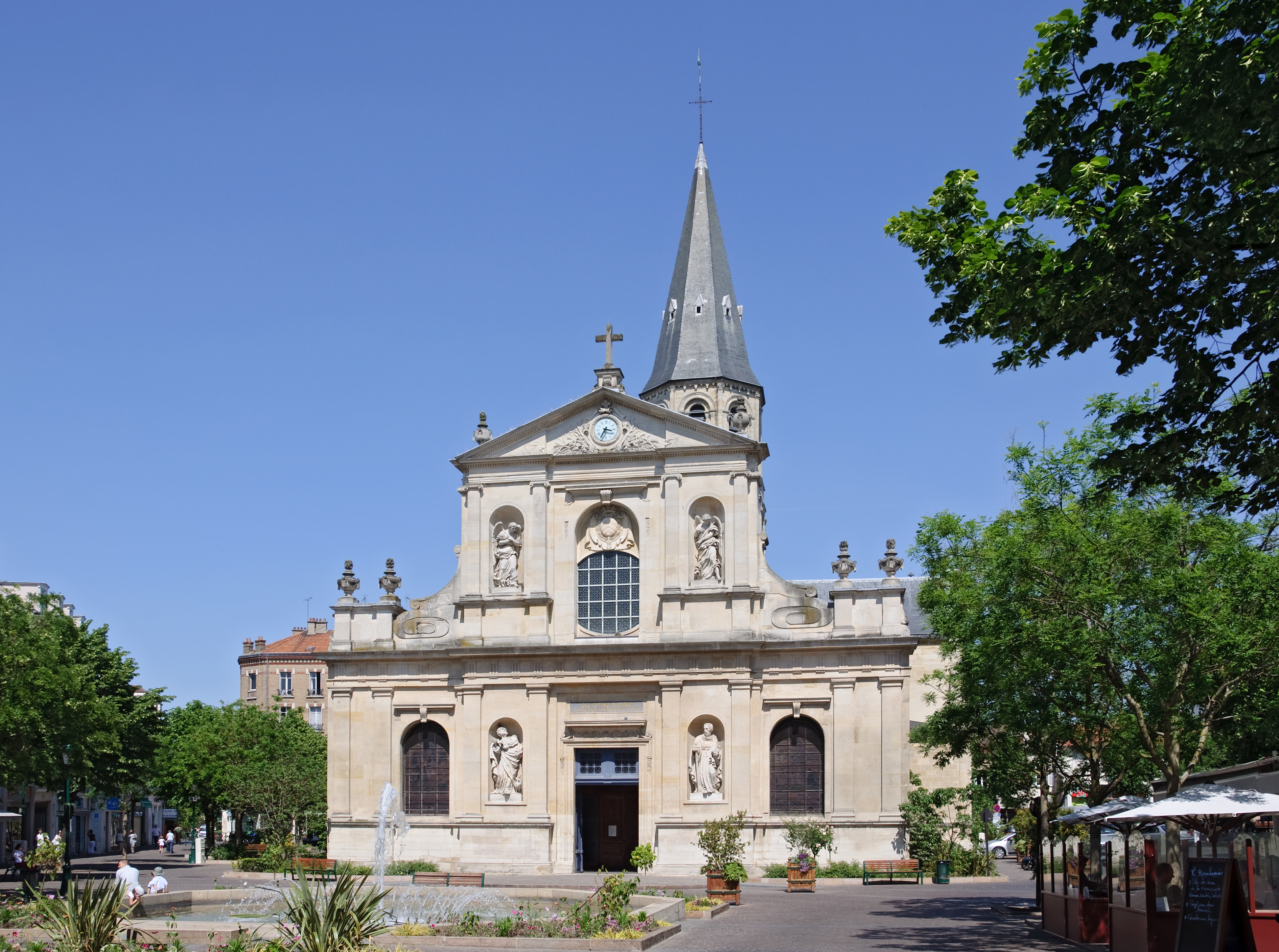
Západní průčelí kostela sv. Petra a Pavla

- Zámek Malmaison (Château de Malmaison), založen roku 1622, později sídlo císaře Napoleona I. a císařovny Josefíny; nyní muzeum
- Zámek Malý Malmaison (Château de la Petite Malmaison) z let 1803-1805, nepřístupný
- Château de Bois-Préau, zámek založený roku 1697 jako barokní, od roku 1747 jej obývala francouzská královna Marie Leszczyńská, pro kterou byl adaptován, roku 1855 přestavěn.
- Městský kostel sv. Petra a Pavla  (Église de Saint-Pierre-Saint-Paul de Rueil-Malmaison) - raně gotická trojlodní bazilika; barokním průčelí se sochami sv. Petra a Pavla; uvnitř mramorová hrobka se sochou klečící  Josefíny de Beauharnais v portálu (1825) a hrobka její dcery, královny Hortensie.
- Mauzoleum prince Ludvíka Napoleona III. (1856-1879) - pavilón v parku
- Stará radnice

## Osobnosti města
- Armand-Jean du Plessis de Richelieu (1585–1642), kardinál, šlechtic a státník
- Joséphine de Beauharnais (1763–1814), císařovna, první manželka Napoleona Bonaparta
- Napoleon Bonaparte (1769–1821), vojevůdce, státník a císař
- Nadar (1820–1910), fotograf, průkopník portrétní a balónové fotografie, karikaturista, novinář, spisovatel a vzduchoplavec
- Édouard Manet (1832–1883), malíř
- Claude Monet (1840–1926), malíř
- Auguste Renoir (1841–1919), malíř
- Georges Feydeau (1862–1921), dramatik
- Michaël Llodra (* 1980), tenista
- Thierry Ascione (* 1981), tenista

## Partnerská města
- Ávila, Španělsko
- Bad Soden am Taunus, Německo
- Buchara, Uzbekistán
- Elmbridge, Velká Británie
- Elseneur, Dánsko
- Kirjat Mal'achi, Izrael
- Kitzbühel, Rakousko
- Freiburg im Üechtland, Švýcarsko
- Le Bardo, Tunisko
- Lynchburg, USA
- Oaxaca de Juárez, Mexiko
- Sarajevo, Bosna a Hercegovina
- Sergijev Posad, Rusko
- Timişoara, Rumunsko
- Togane, Japonsko
- Zouk Mikael, Libanon